# Gyimesközéplok
Gyimesközéplok (románul Lunca de Jos, németül Nieder-Gimesch) falu Romániában Hargita megyében. A gyimesi csángók havasi szórványtelepekből álló települése.

## Fekvése

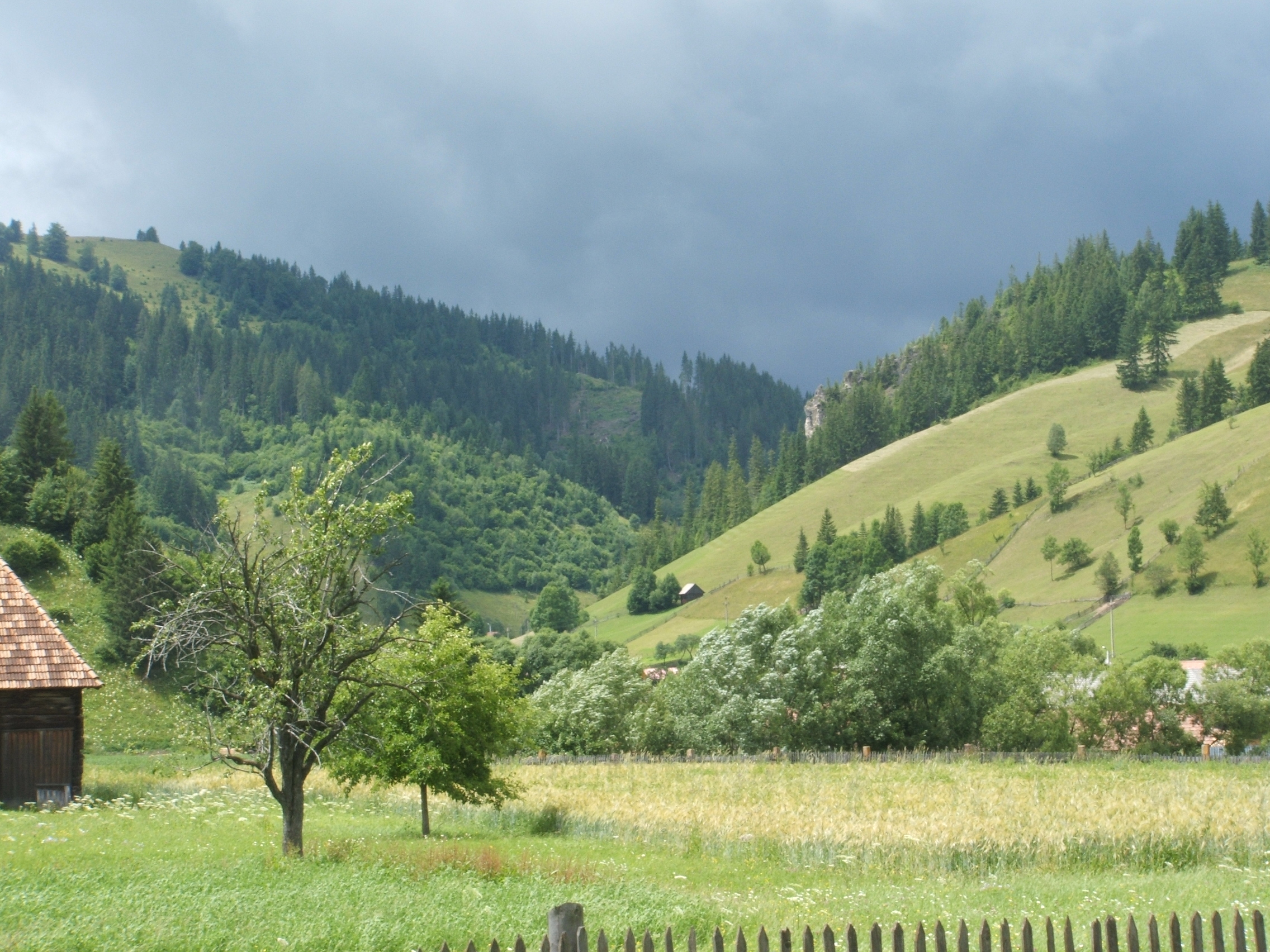
Gyimesi táj Gyimesközéplok mellett

A Keleti-Kárpátokban elterülő Gyimes-völgyet nyugatról a Csíki-medence, keletről a Tarkő-hegység vonulatai határolják. Gyimesközéplok, amint a neve is mutatja, a Tatros (folyó) völgyének középső részén terül el. Tengerszint feletti magassága 930 méter. A völgy legnyugatibb pontja Pogányhavas (1350 méter), a legkeletibb a Tarhavas (1660 méter), legdélebbi a Szellő hegy, a legészakibb pedig a Hosszúhavas. Csíkszeredától 39 km-re északkeletre, a Tatros völgyében a Boros-patakától a Hidegség-pataka torkolatáig tart.
240 kilométerre fekszik Bukaresttől. A község területe 59,06 négyzetkilométer.

## Története
17. század
1626-ban, Bethlen Gábor idején a határnál egy vám-váracska épült, Moldva és Erdély között, amely az árukereskedés céljait is szolgálta. 1698-ban Rabutin osztrák tábornok építette újjá a várat. 1677-ben egy jogiratban szó esik a Gyemes váráról, 1680 után pedig megjelenik a dokumentumokban Sáncloka, mint település. Itt épült a templom. 1694-ben megtörtént az utolsó nagy tatár betörés Székelyföldre. A gyimesi várat is megrongálják, óriási pusztítást végeznek.
18. század
1701-ben egyre több írott dokumentum jelenik meg a gyimesi telepesekről. Ekkor írták le először Gimes-loka nevet. 1694 és 1724 közötti Székely Oklevéltárakban megjelenik, hogy a völgyben benépesült a Tatros-feje, Sántatelek, Gyimesbükk, Bálványospataka és Áldomáspataka. 1710-1720-as években megjelennek az első román pásztorok, akik közül a mai Gyimesbükk területén, a völgyekben és Hidegségen is telepednek le. A település 1721-től népesül be, amikor 19 itt kaszálót bérlő család fokozatosan letelepedik. 1763-1967-ben bejegyzéseket találtak a csíkrákosi parókiáról, itt kereszteltek meg egy-egy gyermeket, akik „lokiak”. 1782-ben Gyimesbükkön, a Sáncpataka és Rákóczi vár közelében, a csíksomlyói Ferences rendi szerzetesek egy templomot építenek, ahol megalakul az első gyimesvölgyi római katolikus egyházközség is. 1795-ben szakad el Gyimesbükktől.
19. század
1810 körül alakul ki a legtöbb kutató szerint Gyimesközéplok, mint közigazgatási község. Egy 1814-es összeírásban ez áll: Felső-Gyimeslok és Alsólok, valamint Gyimesbükk. 1853-ban Gyimesbükk egyházilag szétválik Gyimesközéploktól, új egyházközség alakul. Anyakönyve 1854-től kezdődik. 1855-ben sikerült befejezni az anyatemplom építését Szepessy Ignác és Kovács Miklós püspöksége idejében, amelynek védőszentje, egyúttal a gyimesközéploki nagy búcsú névadója, Mária Magdolna. 1860-as évek közepén itt járt Orbán Balázs tudós, ő már így hívja a három falut: Gijmes Felső Lok, Gijmes Közép Lok és Alsólok, vagyis Gyimesbükk. Csodálattal ír az itt lakók egymást segítő készségéről, szokásaikról, ami kitűnt a sok féle kaláka munkákról. 1873 - a gyimesi csángók megvásárolhatják az eddig bérelt földeket. 1897-ben megépült a vasút, amely összeköti Erdélyt Moldvával. 1898-ban Gyimesbükk „nagyközség” lett, vagyis megszűnt a három helységet átfogó „körjegyzőség”. 1899 és 1900 között (Gróf Mailáth Gusztáv Károly, Erdély katolikus püspöke révén) épült fel a szép „megállói” iskola, két nagy tanteremmel és tanítói lakással. Épült itt egy kántor tanítói lakás, melynek falán az 1998-as javításkor a következő felirat bukkant elő: “ROMAI KATH. ELEMI NÉPISKOLA”.
20. század
Az 1900-as évek elején Gyimes völgyében több mint 10 kisebb-nagyobb fűrészüzem működött. A trianoni békeszerződésig Csík vármegye Szépvízi járásához tartozott. 1948-ban államosításra kerül a gyimesközéploki faipari üzem. Az 1970-es években sokat fejlődött a község. A kultúra és hagyományok ápolása sem marad el, rendszeresen lépnek fel fesztiválokon és rendezvényeken a falu műkedvelő csoportjai, együttesei. A szervezők „nagylelkűen” mindent megtettek, hogy a vallástól, templomtól távol tartsák az embereket.
21. század
2010-2012-ben megépült a ravatalozó, illetve átadásra került a községi tájház. 2011-ben több mint hetven alapító tag részvételével tartotta meg alakuló ülését Gyimesközéplokon a Tatros Tejfeldolgozó és Értékesítési Szövetkezet. 2013-ban felújították a községben található kultúrházakat. Megépült a háborús hősök emlékhelye. 2014-ben elkészül a község monográfiáját tartalmazó kötet.
A Gyimes völgy faipari központja, deszka és bútorgyárral. A gyimesi táncháztáborok helyszíne.

## Néprajz
A magyarságnak egy jó része ma is a gyimesi csángókat egy kalap alá veszi a moldvai csángókkal. Pedig időben és térben teljesen két különböző magyar népcsoportról van szó. A moldvaiak legelső csoportjait a magyar királyok telepítették az akkori Kunországba a határok védelme céljából. Később Jászvásáron katolikus püspökség tevékenykedett, napjainkig idegen nyelvű papokkal. Később sok magyar huszita menekült ide, majd a magyarok számát Moldvában növelte a XVI-XVII. században a székely menekültek újabb hulláma. 1848 körül új menekülő magyarok érkeztek Moldvába. Bákó környékén, Ónfalva és Tatros vidékén, Szabófalván, Bogdánfalván, Lészpeden, Lujzikalagoron, Gyoszénen, Forrófalván, Klézsén, Somoskán, Aknatatroson, Frumószán és Pusztinán élnek. Ebben az elszigeteltségben nyelvük megőrizte a régi magyar nyelvi elemeket, mára feltöltődött román jövevényszavakkal és kialakult egy érdekes, archaikus nyelvkeverék, amit a fiatalok már lassan elfelednek, sokan csak a román nyelvet használják, amit az iskolában, templomban, az utcán minden nap hallanak. Az idősebbek még szót váltanak archaikus ősi nyelvükön még elénekelnek egy-egy bús, régi magyar népdalt, sőt régi imádságokat is ismernek. De ha ők kihalnak, kihal itt a magyar nyelv is. A moldvai csángók a tömbmagyarságtól, Csíktól és Gyimestől mint egy száz-százötven kilométerre laknak. A másik magyar népcsoport, a gyimesi csángók soha nem szakadtak el a csíki, gyergyói székelységtől. Ha térben vizsgáljuk Gyimest, harminc kilométernyire van Csíkszeredától, Gyergyószentmiklóstól. Itt magyarul beszéltek, a csángóság, mint népcsoport sokkal később jött létre, mint moldvai rokonaik. Ide csak a XVII. század végén csángáltak az első telepesek. És a három község, mint hivatalos települések csak a 19. század végétől léteznek. Következésképpen hangsúlyozzák, hogy a gyimesi és moldvai csángók két különböző magyar népcsoport, amelyek történelmileg, azaz a kialakulásuk idejében, eredetükben, nyelvjárásban, szokásaikban is különböznek egymástól. Igaz, létezett a történelem folyamán egy állandó kapcsolat a két népcsoport között, ami lehetett gazdasági de szellemi- vallási kapcsolat is. Ide jártak a gyimesiek ősszel kukorica szedni, más munkákra, amit az osztrák hivatalosság néha nem nézett jó szemmel. Így például Mária Terézia megtiltotta, hogy a gyimesiek és csíkiak teleltetni menjenek juhaikkal Moldvába. Innen szerezték be régen a sót, kukoricát, gyümölcsöket. Cserébe tejtermékeket, faanyagot, állati bőrt vittek. De jöttek Gyimes felé a moldvai csángók is. Sokan visszahúzódtak a tömb magyarság felé és Gyimesben telepedtek le. A szellemi kapcsolatot a Csíksomlyói búcsú jelentette, ahol minden évben találkoztak, együtt énekeltek és imádkoztak. A jó kapcsolatot egészen napjainkig megtartották: „Nagyapámékhoz, Kápolnapatakára erdőn át, ösvényeken jöttek a tyármagyarok Moldvából. Itt voltak családok, akik Csík, Gyergyó, Háromszék felé tartották a rokonságot, Magdolna búcsújára jöttek a falusi rokonok megyébe. Mások pedig Moldva felé tartottak rokonságot, onnan származtak.” „Nagyapámnak, a Vén Szukának komája volt odabé Lészpeden. Minden esztendőben jártak egymáshoz. Furcsán beszéltek, de megértették egymást. Az es magyar volt.”
A két csoport állandó kapcsolatát bizonyítja az is, hogy nem csak közös vezetékneveket találtak mindkettőnél, hanem van néhány olyan szó (hijú = padlás,
kaus = szórólapát), amelyet mindkét népcsoport ma is használ, ám ezek nem ismertek a székely nyelvjárások alcsoportjaiban (Felcsík, Alcsík, Gyergyó).
Gyimes völgye mintegy 25-30 kilométer hosszúságban fekszik a Tatros forrásától egészen a szorosig, ahol Moldva kezdődik, egy egészen más világ, más építkezési stílus, más nyelv, más munkakultúra. Gyimes völgye tulajdonképpen kapocs két ország között: itt találkozik Erdély és Moldva.
A gyimesi hagyományvilág igen gazdag, 30-35-féle tánc és táncalkalom alakult ki itt. Fekvésénél fogva elszigetelt terület, ahonnan ritkán mozdultak ki az emberek. Vagyis a kultúra, civilizáció áramlat lassú volt. De akik ide csángáltak, azok is több vidékről jöttek, hozták magukkal táncaikat, énekeiket, hagyományaikat, amelyet eggyé ötvöztek. Így például a 35-féle tánc közül vannak körtáncok, amelyeket Moldva felől érkezhettek, és a balkán-réteghez tartoznak. De jártak itt szalontáncokból alakult és néptánccá vált változatokat, valamint a magyarság táncait is.
A „lok” szó két község nevében fordul elő (Gyimesközéplok és Gyimesfelsőlok). A szó jelentése a hegy lábánál elterülő kevés „síkság”, amely építkezésre is alkalmas.

## Könyvtár
Az első könyvtárat a második világháború után hozták létre.
Az intézmény olvasóteremmel is rendelkezik, amely kisebb-nagyobb rendezvényekre alkalmas. A könyvállomány jelenleg 10 874 kötet. A Kájoni János Hargita megyei könyvtár évente több könyvcsomagot szállít a községi könyvtárak részére. Továbbá a budapesti Bagoly alapítvány részéről is 2012-ben, szintén értékes könyvadományt érkezett, úgyszintén a testvértelepülések küldöttségei sok alkalommal adományoztak értékes példányokat a könyvtár részére. Falunapok alkalmával, a zagyvarékasi testvértelepülési küldöttség egy elektronikus könyvolvasót hozott 2014-ben.
A könyvek mellett, közönség szolgálatra számítógéppekkel is el van látva a könyvtár, a 2009-ben létrejött Biblionet pályázatnak köszönhetően. 2012-ben a községi könyvtárban egy rövidfilmet forgatnak, ugyanis országos szinten, egy vidéki könyvtár, először biztosított feltételeket ahhoz, hogy a területalapú támogatásokhoz szükséges kérelmek online tudják leadni a gazdák. A helyileg kialakult munkacsoport segítségével, a kérelmeket, innen továbbíthatták a megyei ügynökséghez. Ebben a munkában könyvtáros is részt vett. Ennek köszönhetően, a könyvtár nagyban népszerűsödött és a látogatottsága is megnövekedett. A könyvtári dokumentumok, számítógépes adatbázisban való feldolgozása is folyamatban van, jelenleg több mint 60%-a a példányoknak fel van dolgozva a Biblis programban. Az intézmény az év folyamán több rendezvényt is szervez, úgy gyermekek, mint felnőttek részére:
- Felolvasómaraton
- Számítógépes alapképzések nyugdíjasoknak
- Gyerekprogramok falunapok alkalmával
- Farsang
- Húsvét
- Advent
- Karácsony
- Iskola másként hét

Ami a gyimesközéploki könyvtárat különlegessé teszi az, hogy könyvállománya olyan dokumentumokkal és példányokkal is rendelkezik, amelyekben helyismereti, helytörténeti adatokat találnak az érdeklődők. E példányokat fellapozva, bővebben tájékozódhatnak a gyimesi csángók a múltjáról valamint jelenéről egyaránt. Az intézmény legújabb példányai közé tartozik Gyimesközéplok monográfiája, amely 2014-ben látott napvilágot. E munkában sokat segítettek a közösségben élő lelkes személyek, adatközlők, akik értékét látták annak, hogy összefogással, hagyjanak kultúrát az utókor számára.
A könyvtár célja hozzájárulni a közösségi élet fejlődéséhez, hiteles információkat szolgáltatva az érdeklődők számára.

## Népessége
Gyimesközéplok község népessége:
| Év   | Magyar | Román | Német | Összesen |
| ---- | ------ | ----- | ----- | -------- |
| 1850 |        |       |       | 770      |
| 1857 |        |       |       | 1113     |
| 1881 |        |       |       | 1824     |
| 1890 |        |       |       | 1984     |
| 1900 |        |       |       | 2628     |
| 1910 | 2979   |       | 73    | 3080     |
| 1930 |        |       |       | 4870     |
| 1941 |        |       |       | 5366     |
| 1981 |        |       |       | 5528     |
| 1990 |        |       |       | 4642     |
| 1992 | 5250   | 23    |       | 5317     |
| 2001 |        |       |       | 5221     |
| 2010 |        |       |       | 5307     |

## Vallás
Lakói 99%-ban római katolikusok, 1%-ban reformátusok és ortodoxok.
| Év   | Római katolikus | Görögkatolikus | Izraelita |
| ---- | --------------- | -------------- | --------- |
| 1910 | 2741            | 159            | 139       |

## Éghajlata
|                  | Január | Május | Július | Szeptember | Év     |
| ---------------- | ------ | ----- | ------ | ---------- | ------ |
| Max. hőmérséklet |        |       | 16 °C  |            | 6 °C   |
| Min. hőmérséklet | -8 °C  |       |        |            |        |
| Csapadék         |        |       |        | 38 mm      | 867 mm |

## Híres szülöttei
- Tankó Károly Nákó, az első gyimesi születésű tanár, a Károlyka megunja az iskolát című könyv főhőse
- Zerkula János (1927–2008) zenész, prímás
- Antal Imre (1931) magyar történész, helytörténész
- Molnár Gizella (1935–2020) színész
- Antal Zoltán (1936–2017) prímás
- Szabó Etelka (1945) magyar nyelvművelő

## Testvértelepülések
- Vaskút, Magyarország
- Böhönye, Magyarország
- Zagyvarékas, Magyarország
- Hidegség, Magyarország
- Neuchâtel, Svájc

## Fordítás
- Ez a szócikk részben vagy egészben  a   Lunca de Jos című szebuano Wikipédia-szócikk fordításán alapul.  Az eredeti cikk szerkesztőit annak laptörténete sorolja fel. Ez a jelzés csupán a megfogalmazás eredetét és a szerzői jogokat jelzi, nem szolgál a cikkben szereplő információk forrásmegjelöléseként.